# Lasson (Calvados)
Lasson ist eine ehemalige französische Gemeinde mit zuletzt 581 Einwohnern (Stand: 1. Januar 2013), den Lassonnais, im Département Calvados in der Region Normandie.
Am 1. Januar 2016 wurde Lasson im Zuge einer Gebietsreform zusammen mit der benachbarten Gemeinde Secqueville-en-Bessin als Ortsteil in die neue Gemeinde Rots eingegliedert.

## Geografie
Lasson liegt rund 9,5 Kilometer nordwestlich von Caen.

## Bevölkerungsentwicklung
| Jahr                             | 1793 | 1836 | 1876 | 1926 | 1946 | 1968 | 1990 | 2013 |
| Einwohner                        | 460  | 451  | 300  | 155  | 201  | 228  | 382  | 581  |
| Quelle: Cassini, EHESS und INSEE |      |      |      |      |      |      |      |      |

## Sehenswürdigkeiten
- Kirche Saint-Pierre aus dem 14. Jahrhundert, ihr Glockenturm und eine Skulptur des hl. Petrus im Inneren der Kirche sind als Monument historique klassifiziert[3][4]
- Schloss Lasson aus dem 14. Jahrhundert, seit 1917 Monument historique[5]

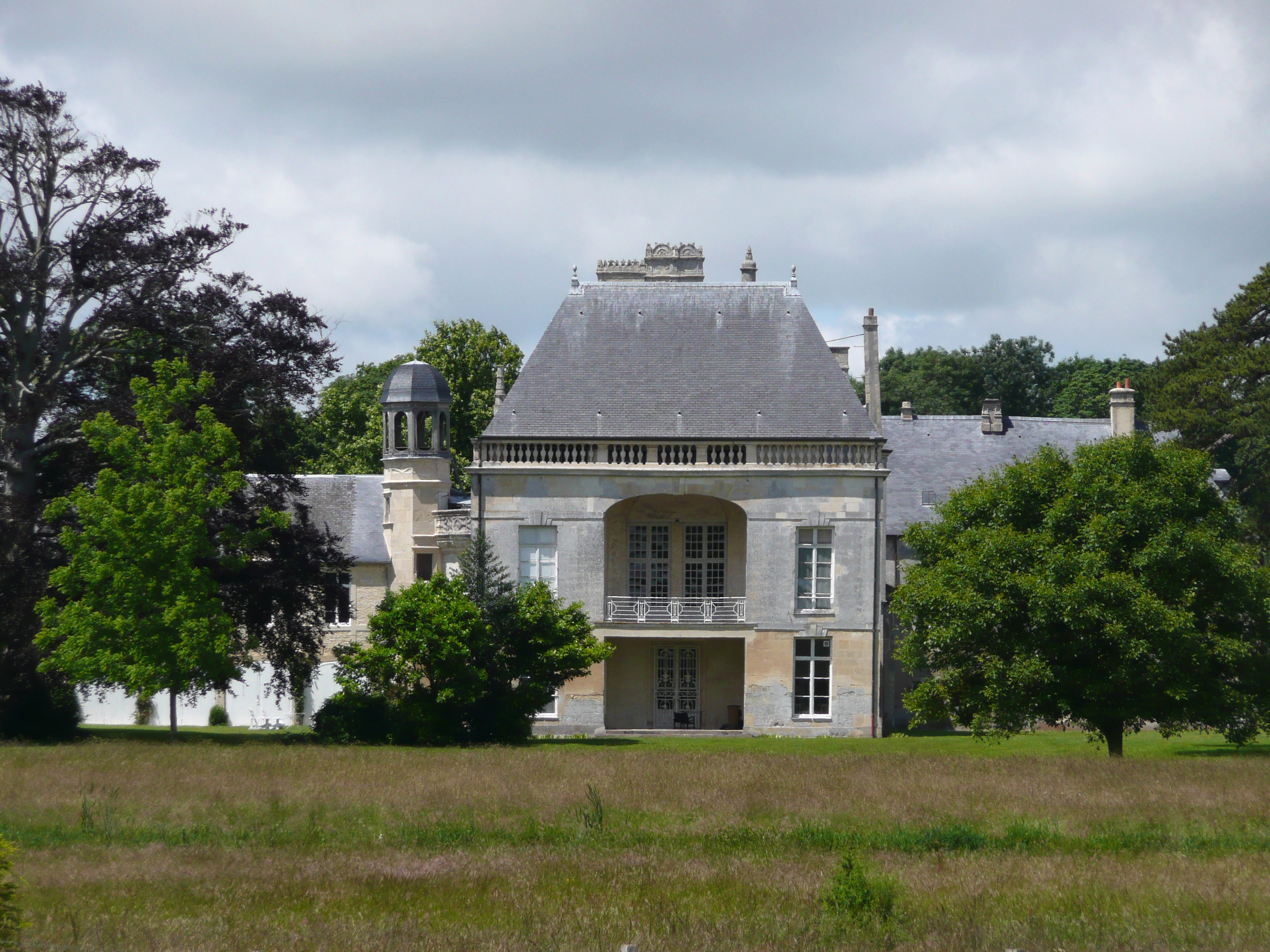
Schloss Lasson (Ostansicht)
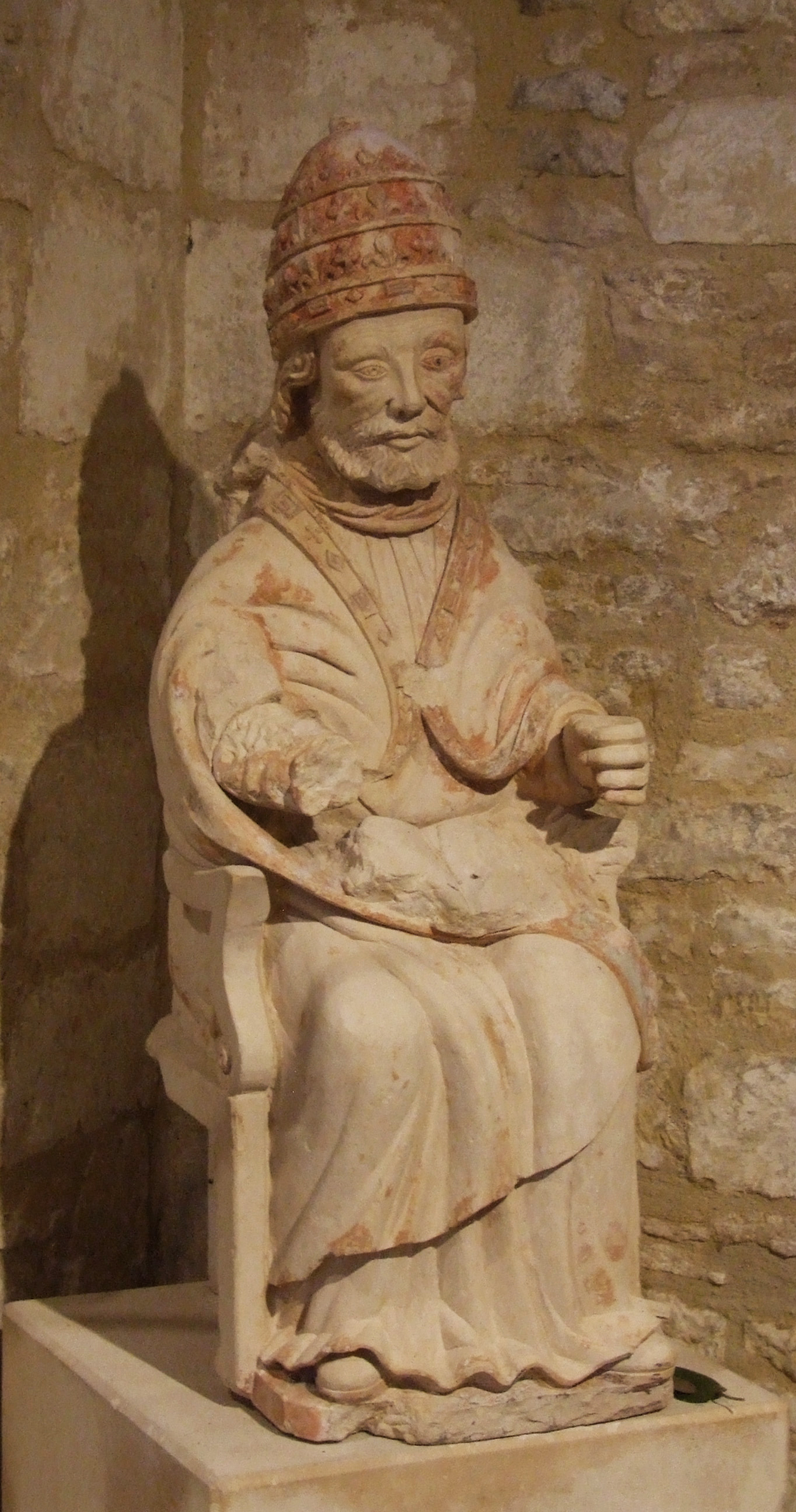
Skulptur des hl. Petrus